# Jonny O'Mara
Jonny O'Mara (født 2. marts 1995 i Keighley, West Yorkshire, England, Storbritannien) er en professionel tennisspiller fra Storbritannien.